# Persona non grata (film)
Persona non grata är en svensk dramafilm från 2008 i regi av Mats Arehn. I rollerna ses Janne Carlsson, Alexandra Rapaport, Margreth Weivers och Bertil Norström.

## Handling
Sture lever ett tillbakadraget liv när han blir antastad av den unga främmande kvinnan Anna. Hon börjar förfölja honom, men han vill bara vara ifred. Anna vill göra upp med sitt förflutna och Sture märker att han håller på att dras in i ett drama som han inte alls har med att göra.

## Rollista
- Janne Carlsson – Sture
- Alexandra Rapaport – Anna
- Margreth Weivers – granne
- Bertil Norström – granne

## Om filmen
Filmen producerades av Thomas Samuelsson för produktionsbolaget 2000 Bilder AB. Den spelades in i Luleå med start den 6 augusti 2007 efter ett manus av Arehn. Den fotades av Mats Olofson och klipptes sedan samman av Roger Sellberg. Den hade premiär den 26 januari 2008 på Göteborgs filmfestival och visades på bio med premiär den 8 februari 2008. Den utkom på DVD den 9 april 2008 och visades i Sveriges Televisions SVT1 den 5 januari 2012.

## Mottagande
Filmen har medelbetyget 2,9/5 på Kritiker.se, baserat på nio recensioner. Högst betyg fick den av Moviezine (4,5/5) och lägst av Aftonbladet, Corren, Dagens Nyheter, Göteborgs-Posten och Sydsvenskan (2/5).

## Musik
- "Kinderszenen. Träumerei", kompositör Robert Schumann, framförd av Peter Jablonski
- "Suite Russe", kompositör och arrangör Hélène Blazy
- "Academie", komponerad och framförd av Hélène Blazy